# Charité (Fernsehserie)/Episodenliste
Diese Episodenliste enthält alle Episoden der deutschen Krankenhaus-Serie Charité in der Reihenfolge ihrer Erstausstrahlung.

## Staffel 1
| Nr. (ges.) | Nr. (St.) | Originaltitel      | Erstausstrahlung |
| --- | --------- | ------------------ | ---------------- |
| 1 | 1         | Barmherzigkeit     | 21. März 2017    |
| Im Dreikaiserjahr 1888 rettet der Arzt Emil Behring im Berliner Krankenhaus Charité der mittellosen Waise Ida Lenze mit einer Blinddarmoperation das Leben. Behring bewirbt sich bei Robert Koch, der an einem Heilmittel für Tuberkulose arbeitet. Die Stelle bekommt aber Paul Ehrlich. Kochs Ehe ist am Ende und er beginnt mit der Schauspieldebütantin Hedwig Freiberg eine Affäre. Mit dem Tod von Wilhelm I. besteigt dessen liberaler Sohn Friedrich Wilhelm als Friedrich III. den Thron. Insbesondere Rudolf Virchow hofft auf künftige Reformen. Nur 99 Tage später stirbt der neue Kaiser jedoch und Wilhelm II. besteigt den Thron („Dreikaiserjahr“ 1888). Während Idas Genesung, bei der sie von dem Medizinstudenten Georg Tischendorf gepflegt wird, verliert sie ihre Stelle als Kindermädchen und kann für ihre Behandlungskosten nicht aufkommen. So muss sie schließlich als Hilfswärterin in der Charité ihre Schulden abarbeiten. |           |                    |                  |
| 2 | 2         | Kaiserwetter       | 21. März 2017    |
| Zeitgleich mit Tischendorf freundet sich auch die zurückhaltende Schwester Therese mit Ida an. Diese hat unter der strengen Diakonissenoberin Martha zu leiden, entdeckt aber ihre eigene Leidenschaft zur Medizin, als sie den Koryphäen der Medizin wie Rudolf Virchow, Robert Koch, Emil Behring und Paul Ehrlich bei der Arbeit zuschaut und hilft. Tischendorf, der eher eine künstlerische Neigung hat, wird von seinem Vater zum Medizinstudium gedrängt. Ida und Behring verbindet eine frühere Bekanntschaft. Vor einigen Jahren war sie als Tochter eines Arztes eine „gute Partie“ und wurde von Behring heftig umworben. Nach dem Tod ihrer Eltern ließ Behring sie aus ihrer Sicht jedoch im Stich. Behring lehnt diesen Vorwurf ab, und erklärt, dass sie quitt seien, nachdem er ihr Leben gerettet hat. Beide nähern sich dennoch langsam wieder einander an. Er duldet, dass Ida im Verborgenen seine Vorlesung hört, und da Frauen das Studium in Deutschland verboten ist, ermuntert er sie, in der Schweiz Medizin zu studieren. Er erzählt von Stipendien und seinem eigenen, schwierigen Zugang zum Studium. Er schenkt Ida ein Medizinlehrbuch. Die Diphtherie fordert als schwere Kinderkrankheit viele Opfer. Auch die Nichte von Spinola, dem Direktor der Charité, erkrankt schwer. Behring rettet sie mit einem Luftröhrenschnitt vor dem Tod. Spinola revanchiert sich damit, dass er Behrings Forschung an einem Diphtherieheilmittel fördert und Koch veranlasst, Behring in sein Forschungsprojekt aufzunehmen. Ida wird indirekt beschuldigt, Opiumtinktur (auch Laudanum genannt) zu verschwenden, weil sie fordert, nicht nur zum Besuch des Kaisers mehr Schmerzmittel auszugeben. Tatsächlich deckt sie Behring, der seine manisch-depressiven Stimmungen mit dem Mittel bekämpft. Beim Besuch des Kaiserpaares in der Charité hat der Monarch nur Kochs Forschung im Blick und nötigt ihn, zum Ärztekongress ein Heilmittel gegen die Tuberkulose zu präsentieren. Die Gattin des Kaisers, Auguste Viktoria, besichtigt den Rest der Klinik, hat aber kein Interesse an modernen Methoden, sondern fördert die Religiosität. |           |                    |                  |
| 3 | 3         | Das Licht der Welt | 28. März 2017    |
| Emil Behring, der die Technik des Kaiserschnitts beherrscht, soll der hochschwangeren Hedda, der Frau seines Kollegen Paul Ehrlich, bei einer schweren Geburt helfen. Er weigert sich zunächst, da er unter Opiumentzug steht und nicht operieren kann, wird aber von Ida überzeugt, den Eingriff vorzunehmen, bei dem sie ihm auch erfolgreich assistiert. Das Kind überlebt die Geburt nicht, jedoch kann Hedda gerettet werden. Paul Ehrlich ist dankbar und überrascht, dass ausgerechnet der sprunghafte Behring ihm und seiner jüdischen Familie in der Stunde der Not beisteht. Er kann sich entgegen seiner ursprünglichen Meinung jetzt doch eine wissenschaftliche Zusammenarbeit mit ihm vorstellen. Beim Internationalen Medizinkongress kündigt Koch vorsichtig ein Tuberkuloseheilmittel an und wird dafür frenetisch gefeiert. Georg Tischendorf, immer noch entschlossen, Ida zu heiraten, tritt einer schlagenden Verbindung bei, um seinen Vater zur Zustimmung zu bewegen. Er wendet sich neben dem Studium der Fotografie zu, worin Ida ihn bestärkt. In der trunkenen Euphorie nach seiner ersten Mensur, in der er auch gleich einen Schmiss erhalten hat, macht er ihr einen Heiratsantrag. Ida nimmt aber nicht an, weil sie sich nicht zwischen ihm, Behring oder einem möglichen Medizinstudium in der Schweiz entscheiden kann. |           |                    |                  |
| 4 | 4         | Wundermittel       | 4. Apr. 2017     |
| Diakonisse Therese, Freundin Idas, erkrankt an Lungen-Tuberkulose. Als sie die Erkrankung nicht länger verbergen kann, soll sie die Charité verlassen, um im 500 Kilometer entfernten Mutterhaus in Kaiserswerth zu sterben. Ida und Virchow setzen sich erfolgreich dafür ein, dass Therese in der Charité in einem Isolierzimmer bleiben kann. Robert Koch erprobt sein Tuberkulose-Heilmittel (Tuberkulin) an sich selber und erkrankt schwer. Ida kann ihn nicht ausreichend pflegen und erreicht, gemeinsam mit seiner Geliebten Hedwig, dass er bei sich zu Hause von seiner Frau gepflegt wird. Nach Kochs Genesung probiert dieser das Mittel auf deren Wunsch an seiner Geliebten aus. Die Reaktionen sind bei ihr nicht ganz so heftig. Behring hat inzwischen an Kaninchen den Erfolg seines Diphtherie-Serums gesehen, doch die Präsentation vor Fachpublikum scheitert, weil die Infizierung der Versuchskaninchen aufgrund der geringen Außentemperatur fehlgeschlagen ist. Die todkranke Diakonisse Therese erhält als erste Patientin das Tuberkuloseheilmittel. Später zeichnet sich durch Todesfälle langsam ab, dass etwas mit dem Mittel nicht stimmen kann. Auch Paul Ehrlich, Kollege von Koch, der die Tuberkulose bereits überstanden hatte, erkrankt erneut. |           |                    |                  |
| 5 | 5         | Götterdämmerung    | 11. Apr. 2017    |
| Durch die Nachricht, dass es an der Charité ein Tuberkuloseheilmittel gibt, kommen viele Kranke mit der Hoffnung auf Heilung nach Berlin. Koch hofft auf einen wirtschaftlichen Erfolg, um sich für ein gemeinsames Leben mit Hedwig von seiner Frau scheiden zu lassen. Es häufen sich aber die Fehlschläge bei der Verwendung des Heilmittels und Virchow vermutet sogar die Schädlichkeit. Ida zweifelt, ob es richtig war, Schwester Therese mit dem Mittel zu behandeln. Auch Therese stirbt an der Krankheit. Die Untersuchung durch Virchow nach ihrem Tod erhärtet den Verdacht, dass das Tuberkulin den Krankheitsverlauf sogar verschlimmern kann. Als die Wärterin Stine an Diphtherie erkrankt, kommt Behrings unerprobtes Diphtherie-Serum zum Einsatz. Das Mittel schlägt an und Stine wird geheilt. Davon sind nicht nur Verwaltungsdirektor Spinola und seine Tochter Else beeindruckt, auch Ida will jetzt Medizin studieren. Mit diesem für eine Frau in ihrer Zeit gesellschaftlich missbilligten Plan stößt sie auch bei Georg auf Unverständnis. |           |                    |                  |
| 6 | 6         | Zeitenwende        | 18. Apr. 2017    |
| Im Berliner Zoo werden Menschen wie Tiere ausgestellt. „Hagenbecks Völkerschau“ zeigt Menschen vom Indischen Subkontinent. Eine Inderin ist an Pocken erkrankt, einer durch die Impfpflicht im Deutschen Reich ausgerottete Krankheit, und damit für die Medizinstudenten lehrreich. Virchow, der anthropologisch geforscht hat, nimmt die Inderin als Patientin auf. Die Wärterin Stine, die die Patientin zunächst als Kannibalin sieht, nimmt sich ihrer an und steht ihr bis zum Tod bei. Koch und Hedwig heiraten, isolieren sich dadurch jedoch infolge der gesellschaftlich seinerzeit geächteten Scheidung. Die Arbeit von Ehrlich und Behring am Diphtherieserum gerät durch Kochs wissenschaftliche Misserfolge und seine private Isolation ins Hintertreffen. Behring gelingt es derweil, sein Serum in Leipzig mit Erfolg testen zu lassen. Ida wendet sich wieder stark Behring zu, der ihre Näherungsversuche aber nicht erkennt. Als Virchow seinem Serum schließlich die Wirksamkeit bescheinigt und sich der Verkauf der Rezeptur an Hoechst abzeichnet, reißt das Behring aus seiner Lethargie. Nachdem die schlechten Arbeitsbedingungen in der Charité öffentlich Thema in der Zeitung geworden sind, kommt es nach Virchows Vermittlung zur Gründung eines Pflegevereins, einer Art Gewerkschaft des Pflegepersonals. Dies führt auch dazu, dass sich die Oberin Martha ihrer Arbeitsgrundlage entzogen sieht und verkündet, den Dienst in der Charité zu beenden. Zunehmend erschweren antisemitische Tendenzen die Arbeit von Ehrlich, der zudem von Behring um Teile seines Anteils im Vertrag mit Hoechst geprellt wird. Mehr oder weniger unfreiwillig muss Behring sich mit Else verloben, der Tochter von Verwaltungsdirektor Spinola. Dies gibt für Ida den Ausschlag, die Zugangsprüfung zum Medizinstudium in Zürich anzugehen. Ihrer Schulden ledig kann sie die Charité und Berlin verlassen. Die drei Ärzte Behring, Koch und Ehrlich erhielten später den Nobelpreis für ihre Arbeiten. Behring wurde vom Kaiser außerdem in den Adelsstand gehoben.                                                                            |           |                    |                  |

## Staffel 2
| Nr. (ges.) | Nr. (St.) | Originaltitel   | Erstausstrahlung |
| --- | --------- | --------------- | ---------------- |
| 7 | 1         | Heimatschuss    | 12. Feb. 2019    |
| Berlin, 1943: Die schwangere Medizinstudentin Anni Waldhausen macht ihr Examen bei Ferdinand Sauerbruch, berühmter Chirurg und Erfinder einer Operationstechnik, bei der ein Unterschenkel einen Oberschenkel ersetzen kann, wenn dieser nicht zu retten ist. Anni möchte nach dem Examen und bis zur Geburt ihres Kindes an ihrer Dissertation über die Selbstverstümmelung von Soldaten arbeiten, ihr Doktorvater ist Max de Crinis, Chefarzt der Psychiatrie und Nazifunktionär. Ihr Mann Artur ist Oberarzt in der Kinderklinik und designierter Nachfolger von Professor Georg Bessau. Er ist vom Kriegsdienst freigestellt und erprobt neue Medikamente an behinderten Kindern, sogenannten „Reichsausschusskindern“, was seine Frau aber nicht weiß. Annis Bruder Otto ist von der Front zurückgekehrt, um sein Medizinstudium abzuschließen. Er arbeitet als Famulant in der Chirurgie und freundet sich dort mit Pfleger Martin an, der als ehemaliger Soldat schnell begreift, dass das unbekümmerte Wesen Ottos nur gespielt ist und dass dieser in Wirklichkeit tief traumatisiert ist. Paul Lohmann, Patient und ehemaliger Soldat, der von Sauerbruch in der neuen OP-Technik behandelt wurde, wird verdächtigt, sich seine Schusswunde selbst zugefügt zu haben. Anni möchte ihn gerne im Rahmen ihrer Doktorarbeit befragen, was zunächst von Sauerbruchs Ehefrau Margot, ebenfalls Ärztin, verhindert wird. Sie weiß, dass Lohmann sich den Schuss selbst zugefügt hat, doch sie möchte ihn schützen. Durch den Einfluss von Annis Doktorvater De Crinis wird jedoch ein psychiatrisches Gutachten erstellt. Lohmann droht ein Verfahren wegen Wehrkraftzersetzung. Ottos Falschaussage, die ihn eigentlich entlasten soll, macht die Sache noch schlimmer, Lohmann wird angeklagt und später hingerichtet. Während eines Streits von Otto mit seiner Schwester, die das linientreue Verhalten ihres Doktorvaters gutheißt, setzen bei ihr die Wehen ein und sie verliert Blut.                                              |           |                 |                  |
| 8 | 2         | Schwere Geburt  | 12. Feb. 2019    |
| Anni verblutet fast bei der Entbindung und ihr Baby muss nach der Geburt reanimiert werden. Sie kommt in ein Zimmer mit der suizidgefährdeten Magda Goebbels, die eine Fehlgeburt erlitten hat. Während Anni unbeholfen, aber liebevoll von Artur umsorgt wird, lässt sich Joseph Goebbels nicht blicken. Magda Goebbels gesteht Anni, dass ihre Ehe nur eine Fassade ist. Derweil rettet Sauerbruch einem Jungen das Leben und hat dabei die Unterstützung von Professor Adolphe Jung aus Straßburg, der zwangsversetzt worden ist. Doch Sauerbruch freut sich über die kompetente Unterstützung. Die linientreue Schwester Christel, die in Otto verliebt ist, findet bei dem operierten Jungen ein Flugblatt der Weißen Rose. Otto kann sie davon abhalten, Meldung zu machen. Pfleger Martin wird dadurch klar, dass auch Otto das Regime ablehnt. Martin muss sich wegen eines Vergehens regelmäßig bei der Polizei melden, doch gegenüber Otto leugnet er das. Während der Luftangriffe müssen die Patienten in den Keller gebracht werden. Der operierte Junge ist eigentlich nicht transportfähig, da er aber große Angst hat und nicht liegenbleiben will, bringen Otto und Martin ihn dennoch auf einer improvisierten Trage nach unten. Als sich eine OP-Naht öffnet, muss er notoperiert werden. Jung erzählt Sauerbruch von den Reden Thomas Manns im BBC-Radio und von den darin erwähnten Krankentötungen. Sauerbruch kann nicht glauben, dass so etwas in der Charité passiert. Auch von medizinischen Versuchen an Häftlingen und Behinderten will er nichts wissen. Unterdessen wird Sauerbruchs Sohn Peter eingeliefert und bekommt Besuch von Claus Schenk Graf von Stauffenberg. Anni kann die Klinik verlassen, doch dann stellt sie an ihrer neugeborenen Tochter Karin erhöhten Hirndruck und die Gefahr der Entstehung eines Wasserkopfes fest. |           |                 |                  |
| 9 | 3         | Letzte Hoffnung | 26. Feb. 2019    |
| Um Karin nicht weggeben zu müssen und um der Gefahr eines Wasserkopfes entgegenzuwirken, punktiert Artur heimlich den Kopf seiner kleinen Tochter. Zunächst mit Erfolg, der Kopf bleibt unauffällig. Professor Sauerbruch bekommt derweil Besuch von Karl Bonhoeffer, dem Vorgänger von de Crinis. Bonhoeffers Schwiegersohn Hans von Dohnanyi ist verhaftet worden und hat im Gefängnis einen Schlaganfall erlitten. Bonhoeffer bittet Sauerbruch, von Dohnanyi in der Charité unter seinen Schutz zu nehmen. Doch de Crinis ist misstrauisch und beauftragt Schwester Christel, zu spionieren, ob von Dohnanyi simuliert und doch haftfähig ist. Als Karins Hirndruck wieder steigt, bitten Anni und Artur Sauerbruch, einen lebensgefährlichen Eingriff zu wagen. Unter Geheimhaltung operiert er die Kleine, ist jedoch überfordert. Jung kann die Operation beenden. Nach der Operation bittet Artur Sauerbruch, Karin in der Chirurgie zu behalten, weil er weiß, dass sie in der Kinderklinik seines linientreuen Chefs Professor Bessau nicht sicher wäre. Otto versucht seiner gutgläubigen Schwester klarzumachen, was normalerweise mit Kindern wie Karin geschieht. Anni glaubt ihm zunächst nicht, aber dann entdeckt sie in Unterlagen über Arturs Versuche, dass seine Probanden allesamt behindert sind und einige bereits an den Folgen der Experimente gestorben sind. Am Weihnachtsabend 1943 hält Sauerbruch während einer kleinen Feier im großen Hörsaal eine Rede für die Liebe und Menschlichkeit im Arztberuf. Als Stille Nacht, heilige Nacht gesungen werden soll, stimmen Schwester Christel, Professor de Crinis und andere im Saal eine „neue“ Textfassung an, in der nun des Führers gedacht wird. Anhänger der traditionellen Fassung halten dagegen. Otto gesteht Martin, sich in ihn verliebt zu haben. Martin erwidert zwar Ottos Gefühle, doch da er wegen seiner Homosexualität schon auffällig wurde, müssen die beiden vorsichtig sein.                                                                |           |                 |                  |
| 10 | 4         | Verschüttet     | 5. März 2019     |
| 1944. Nach der Operation kann die kleine Karin wieder nach Hause. Kinderschwester Käthe ahnt zwar, was es mit dem Eingriff wirklich auf sich hatte, doch Anni und Artur beteuern, dass Karin „nur“ von der Wickelkommode gefallen sei. Zuhause erzählt Artur, dass er neue Probanden für seine Habilitation bekommen habe, aber auf besorgte Nachfragen Annis reagiert er ausweichend. De Crinis versucht weiterhin, von Dohnanyi des Simulierens zu überführen. Sauerbruch kann aber auf den Psychiater Druck ausüben, sodass dieser (noch) auf ein Gutachten verzichtet. Dr. Jung und Margot befürchten, dass Fritz Kolbe, der Geliebte von Sauerbruchs Sekretärin, Klinikinterna ausspioniert. Als sie ihn beim Fotografieren von Dokumenten erwischen, erkennen sie, dass er in Wirklichkeit gegen das Naziregime arbeitet und Informationen aus dem Außenministerium schmuggelt und bieten ihre Hilfe an. Als Sauerbruch wegen eines Vortrages in die Schweiz fährt, nimmt Margot die Informationen an sich und übergibt sie dort einem Kontaktmann. De Crinis wiederum nutzt die Abwesenheit Sauerbruchs, um von Dohnanyi zu überführen und abholen zu lassen. Die Bombenopfer werden zahlreicher. Unter anderem wird eine Frau eingeliefert, die verschüttet war und ihren Sohn vermisst. Als sie mitbekommt, dass er vermutlich umgekommen ist, fällt sie in Apathie. De Crinis vermutet „Bombenhysterie“ und will die Frau zur Euthanasie abtransportieren lassen. Otto, der mit diesem Fall von de Crinis examiniert wurde, erzählt seiner Schwester davon, doch die will davon nichts wissen und redet von Feindpropaganda. Dann erkennt sie in einem eingelieferten Waisenjungen den vermissten Sohn der Frau und kann die beiden wieder zusammenführen. Karins Hirndruck steigt wieder. Schwester Käthe meldet den Fall Professor Bessau, der die Kleine in eine „Kinderfachabteilung“ verlegen lassen will. Das können Anni und Artur gerade noch verhindern und Professor Bessau willigt in einen letzten Therapieversuch ein. |           |                 |                  |
| 11 | 5         | Im Untergrund   | 12. März 2019    |
| Die Bombenangriffe auf Berlin werden zahlreicher. Im Hof der Charité ist aus diesem Grund ein OP-Bunker gebaut worden, der aber schnell überfüllt und nur unzureichend ausgestattet ist. Claus Schenk Graf von Stauffenberg, der Sauerbruch darum gebeten hatte, seine Villa für ein Treffen mit einigen Offizieren der Wehrmacht zur Verfügung zu stellen, ist schwer verletzt aus Nordafrika zurückgekehrt. Er ist Kandidat für die „Sauerbruch-Hand“ und damit Prüfungspatient für Ottos Chirurgie-Examen. Otto hat zunächst Schwierigkeiten bei der Beantwortung der Fragen, aber am Ende besteht er seine Prüfung. Nachdem Karins Behandlung fehlgeschlagen ist, will Artur seine Tochter ohne Wissen seiner Frau verlegen lassen. Im letzten Moment kann Anni das verhindern und versteckt ihre Tochter vor Artur auf dem Dachboden, gibt aber vor, mit der Verlegung in die „Kinderfachabteilung“ einverstanden zu sein. Als Artur erfährt, dass Karin nicht dort angekommen ist, stellt er seine Frau zur Rede, aber sie schweigt. Nach dem Attentat auf Hitler wird Sauerbruch verhaftet und verhört. Otto erhält seinen Marschbefehl. Teils aus echten Gefühlen, teils weil sie auf eine eventuelle Kriegswitwenrente spekuliert, gesteht Schwester Christel ihm beim Abschied ihre Liebe, doch Otto gibt ihr einen Korb. Sie denunziert Martin als homosexuellen Geliebten, so dass Otto und er verhaftet werden. Martin droht das KZ, Otto dagegen soll freigelassen werden, wenn er behauptet, von Martin unschuldig verführt worden zu sein. Anni kann de Crinis dazu bewegen, ein positives Gutachten über Martins sexuelle Neigungen zu verfassen, so dass dieser freigelassen wird. Als er an die Charité zurückkehrt, erfährt er von Anni, dass Otto sich auf dem Weg an die Front abgesetzt hat und sich nun zusammen mit der kleinen Karin auf dem Dachboden der Klinik versteckt. |           |                 |                  |
| 12 | 6         | Stunde Null     | 19. März 2019    |
| 1945. Die Russen sind bereits in der Stadt. Während Sauerbruch und seine Mitarbeiter ununterbrochen Bombenopfer und Soldaten ohne Medikamente, Wasser und Strom versorgen müssen, gehen sich Artur und Anni aus dem Weg. Artur versucht eine Annäherung, als ein jüdischer Junge eingeliefert wird und Artur ihn nicht verrät. Der Vater des Jungen schenkt ihm zum Dank einen Judenstern, der ihn gegenüber den Russen als Antifaschisten ausweisen soll. Auch als Anni aus dem Lager Essen für die kleine Karin und ihren Bruder Otto besorgen will, hilft Artur. Später holt Anni Karin aus dem Versteck und in die Kinderklinik. Otto dagegen muss sich immer noch verstecken, weil Deserteure weiterhin verraten und gerichtet werden. Auch Jungen vom Volkssturm sind nach wie vor bereit, in den Tod zu gehen, um die Stadt bis zum Schluss zu verteidigen. De Crinis dagegen ist sich des Endes bewusst und besorgt für sich und seine Frau Zyankali. Als Magda Goebbels auftaucht und von ihm Gift für sich und ihre Kinder erbittet, muss er passen. Als die Russen die Charité und den Bunker erreichen, kann Sauerbruch seine Mitarbeiter schützen, weil auch die Russen ihn und seine Fähigkeiten kennen. Der Krieg ist aus, doch Otto wird in einem letzten Schusswechsel von einer Kugel getroffen. Er wird von Martin in den Bunker gebracht und überlebt. |           |                 |                  |

## Staffel 3
Die komplette dritte Staffel wurde in der ARD Mediathek am 5. Januar 2021 veröffentlicht.
| Nr. (ges.) | Nr. (St.) | Originaltitel  | Erstausstrahlung |
| ---------- | --------- | -------------- | ---------------- |
| 13         | 1         | Eiserne Lunge  | 12. Jan. 2021    |
| 14         | 2         | Blutsauger     | 12. Jan. 2021    |
| 15         | 3         | Grenzwerte     | 19. Jan. 2021    |
| 16         | 4         | Atemstillstand | 19. Jan. 2021    |
| 17         | 5         | Sepsis         | 26. Jan. 2021    |
| 18         | 6         | Herzflimmern   | 26. Jan. 2021    |

## Staffel 4
Die komplette vierte Staffel wurde in der ARD Mediathek am 5. April 2024 veröffentlicht.
| Nr. (ges.) | Nr. (St.) | Originaltitel | Erstausstrahlung |
| ---------- | --------- | ------------- | ---------------- |
| 19         | 1         | Ankunft       | 9. Apr. 2024     |
| 20         | 2         | Trauma        | 9. Apr. 2024     |
| 21         | 3         | Hoffnung      | 10. Apr. 2024    |
| 22         | 4         | Mut           | 10. Apr. 2024    |
| 23         | 5         | Heilung       | 11. Apr. 2024    |
| 24         | 6         | Zuversicht    | 11. Apr. 2024    |